# Лямус
Ля́мус (нем. Lehmhaus — от Lehm — глина и Haus — дом, пол. Lamus, бел. Лямус) — наименование двухэтажной, иногда — одно- или трёхэтажной хозяйственной постройки. Данный вид хозяйственной постройки использовался для хранения пищевых продуктов, одежды, зерна, сельскохозяйственных орудий труда и ценного имущества. В летний период часто использовалась для проживания. Данный вид хозяйственной постройки был распространён в период с XVII до начала XX веков на территории Западной Белоруссии, Польши и Литвы. Строились главным образом в городах и усадьбах. В простых крестьянских дворах встречались редко.
Лямусы строились из кирпича, камня и дерева в технике «прусской стены» в прямоугольном или квадратном плане и завершались двухскатными шатровыми или ломаными крышами.
Помещичьи лямусы как правило были каменными и использовались для хранения старого оружия, ненужных книг, документов или вещей. Крестьяне использовали лямусы для хранения продовольствия и орудий сельскохозяйственного труда. Второй этаж в летнее время часто использовался в качестве жилой комнаты. В фундаменте лямуса делали погреб. Крестьянские лямусы не отличались изыском, часто строились одноэтажными и иногда своей архитектурной формой почти не отличались от одноэтажного амбара.

## Известные лямусы
- Лямус монастыря бригитток в Гродно — памятник архитектуры;